# Lennon (Finistère)
Lennon is een gemeente in het Franse departement Finistère (regio Bretagne) en telt 645 inwoners (1999). De plaats maakt deel uit van het arrondissement Châteaulin.

## Geografie
De oppervlakte van Lennon bedraagt 23,1 km², de bevolkingsdichtheid is 27,9 inwoners per km².
De onderstaande kaart toont de ligging van Lennon (Finistère) met de belangrijkste infrastructuur en aangrenzende gemeenten.

## Demografie
Onderstaande figuur toont het verloop van het inwonertal (bron: INSEE-tellingen).
1. ↑  Populations de référence 2022.